# Rundfunkjahr 1972

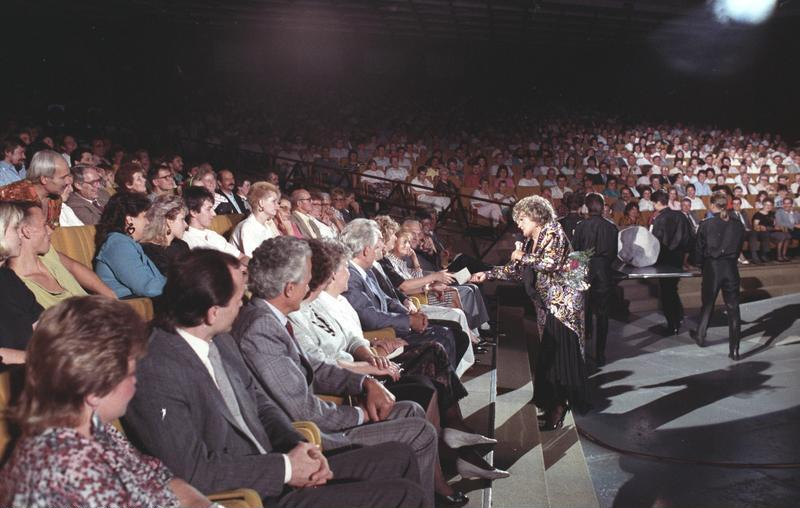
1972: Start der Samstagabend-Show Ein Kessel Buntes

Liste der Rundfunkjahre

◄◄ | ◄ | 1968 | 1969 | 1970 | 1971 | Rundfunkjahr 1972 | 1973 | 1974 | 1975 | 1976 | ► | ►►

Weitere Ereignisse

## Allgemein
- Die erste Spielkonsole, die Magnavox Odyssey des deutsch-amerikanischen Spieleentwicklers Ralph Baer, erscheint.
- Sony bringt das Videobandformat U-matic in Europa auf den Markt.
- Die japanische Panasonic Corporation bringt unter ihrem Handelsnamen Technics den Plattenspieler SL-1200 auf den Markt, der nicht nur aufgrund seiner technischen Spezifikationen (Direktantrieb) für die aufkommende DJ-Culture überragende Bedeutung hat, sondern mit einem Produktionszeitraum von fast 40 Jahren (bis 2010) als das am längsten kontinuierlich hergestellte Einzelprodukt in der Geschichte der Unterhaltungselektronik gilt.
- 15. Februar – Die Rückkehr des österreichischen Skirennläufers Karl Schranz von den Olympischen Winterspielen in Japan nach seinem umstrittenen Ausschluss aufgrund eines Verstoßes gegen den Amateurparagraphen durch das IOC wird als Triumphfahrt über die Wiener Ringstraße samt Begrüßung durch die Regierungsspitze inszeniert. Kritiker werfen dem ORF und seiner Führung unter Gerd Bacher vor, in der Berichterstattung über Schranz vorsätzlich eine massenmediale Hysterie geschürt zu haben.[1]
- 18. April – Der österreichische Bundeskanzler Bruno Kreisky schlägt die Gründung einer dritten Fernsehkette vor, die von den österreichischen Zeitungsherausgebern finanziert und kontrolliert werden soll. Hintergrund ist der Streit um das ORF-Gesetz von 1966.
- 30. April – In Zusammenarbeit mit dem 2. Hörfunkprogramm des BR strahlt das ZDF die Oper Eugen Onegin aus. Auf diese Weise soll das Publikum die Bilder der Aufführung im Zusammenspiel mit dem Stereoton der Radioübertragung genießen können und für Stereosendungen im Fernsehen begeistert werden[2].
- 13. Mai – Jean-Jacques Bresson, nach dem Pariser Mai 1968 eingesetzter Generaldirektor der staatlichen französischen Fernsehgesellschaft ORTF wird von Premierminister Jacques Chaban-Delmas seines Amtes enthoben. Bresson wird Bestechlichkeit und Schleichwerbung vorgeworfen.[3]
- 27. Juni – Nolan Bushnell und Ted Dabney gründen in Kalifornien die Elektronikfirma Atari. Im Laufe der 1970er Jahre erwirbt sich Atari einen Spitzenplatz in der aufstrebenden Videospielbranche und kann sich später auch am Heimcomputermarkt einen festen Platz sichern.

## Hörfunk

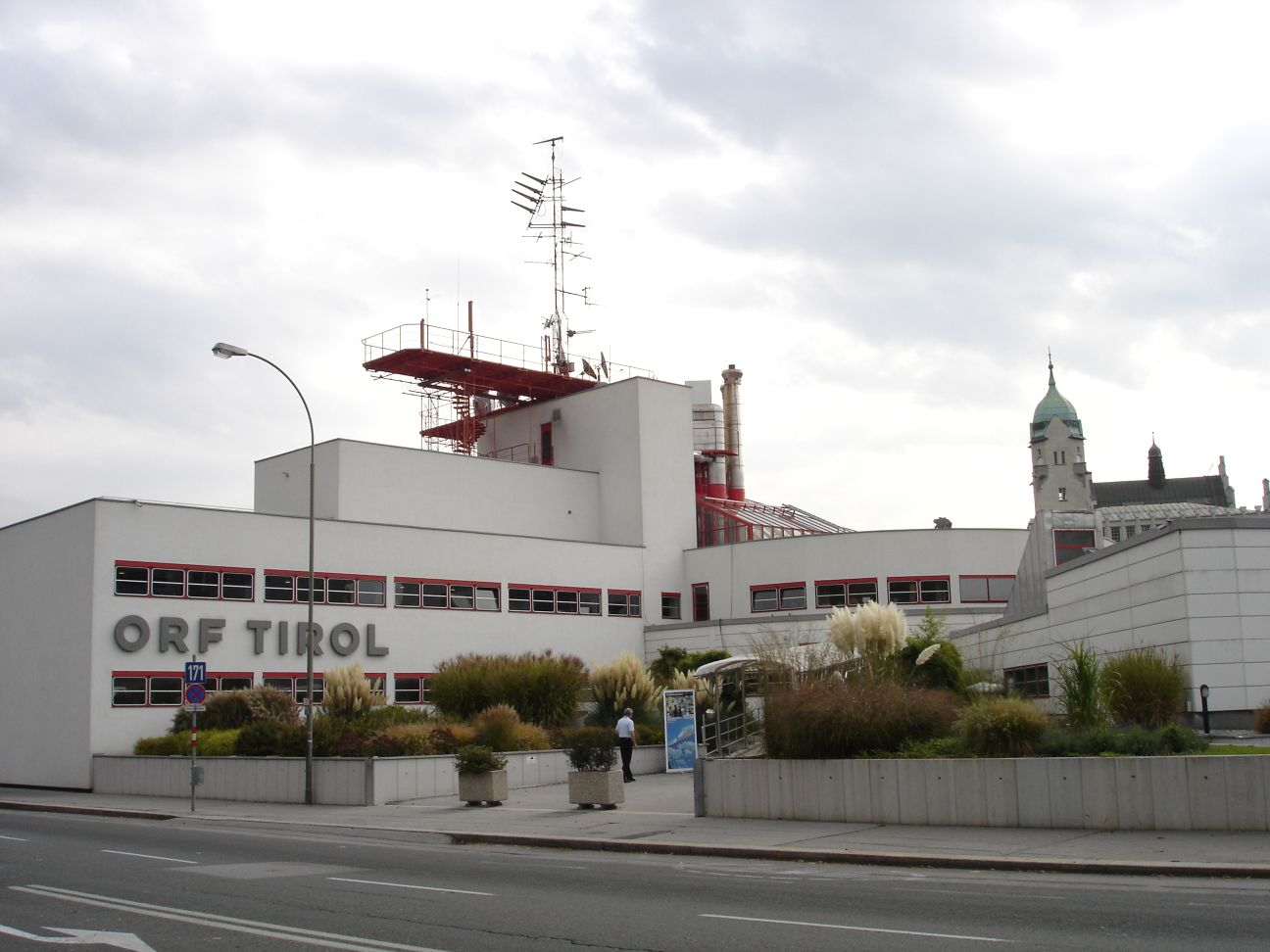
Das Landesstudio Tirol

- Die von Wolfgang Kos entwickelte und von Wolfgang Hübsch moderierte Sendung Popmuseum ist auf den Frequenzen von Ö3 erstmals zu hören.
- Der ORF eröffnet die nach den Plänen Gustav Peichls neu errichteten Landesstudios in Salzburg (21. Juli), Linz und Innsbruck (jeweils 6. Oktober) sowie Dornbirn (20. Oktober).
- 4. April – Im WDR ist die erste Folge der Reihe ZeitZeichen zu hören, die historische Ereignisse behandelt. Thema der ersten Folge ist unter anderen die Leningrader Blockade 1942.
- 11. April – Auf den Hörfunkfrequenzen der BBC ist die Comedy-Reihe I’m Sorry I Haven’t a Clue erstmals zu hören.
- 23. April – Sendestart von hr3 unter dem Slogan: „hr3 − die Servicewelle aus Frankfurt“.
- 30. April – Nach 27-jähriger Laufzeit wird die von der CBS produzierte Radioshow Arthur Godfrey Time eingestellt.
- 27. Juni – Die Deutsche Bundespost nimmt den Tonstern Frankfurt in Betrieb.
- 1. Juli – Der Deutsche Soldatensender stellt seinen Betrieb ein.
- 29. September – Der Piratensender Radio Caroline der von einem Schiff vor der niederländischen Küste seine Programme abstrahlt, ist nach vierjähriger Unterbrechung wieder zu empfangen.

## Fernsehen
- Januar – Der Deutsche Fernsehfunk, das staatliche Fernsehen der DDR, ändert seinen Namen in Fernsehen der DDR.
- 3. Januar – Schweinchen Dick wird erstmals gezeigt beim ZDF.
- 4. Januar – Der ORF strahlt die erste Folge der kritischen Tierfilmreihe Sterns Stunde, die vor allem das körperliche und seelische Leiden von Haustieren wie Kühe, Schweine oder Hunde zeigt aus.[4]
- 29. Januar – Im DDR-Fernsehen ist die erste Folge der Samstagabendshow Ein Kessel Buntes zu sehen. In dieser Folge, die aus dem Ost-Berliner Friedrichstadtpalast ausgestrahlt wird, treten Schlagerstars Manuela und Frank Schöbel auf.
- 10. Februar – Das ORF-Fernsehen überträgt erstmals live den Wiener Opernball. Die Sendung zählt bald zu den beliebtesten Sendungen des ORF. Zu den ersten Moderatoren, die von dem Society-Event berichten zählen Heinz Fischer-Karwin und Walter Richard Langer.
- 3. April – Im ZDF ist die erste Folge der von Georg Stefan Troller gestalteten Dokumentarfilmreihe Personenbeschreibung zu sehen. In. der ersten Sendung wird die US-amerikanische Singer-Songwriterin Dory Previn porträtiert.
- Mai – In Deutschland, der Schweiz und Österreich ist die 20. und letzte Folge der Spieleshow Wünsch Dir was mit Dietmar Schönherr und Vivi Bach zu sehen. Ein geplanter Termin für eine 21. Ausgabe im Juni kommt nicht mehr zustande, da sich das ZDF als Hauptproduzent zurückzieht.[5]
- 14. Mai – Das Fernsehen des Bayerischen Rundfunks (BR) strahlt die erste Episode der eigenproduzierten Kinderserie Das feuerrote Spielmobil aus, das als Ersatz für die vom BR abgelehnte Sesamstraße dient.
- 27. Mai – Das ZDF beginnt als erste deutschsprachige Anstalt mit der Ausstrahlung der Science-Fiction-Serie Raumschiff Enterprise.
- 2. Juni – Die ARD übernimmt die Kinderserie Maxifant und Minifant und sendet diese im Deutschen Fernsehen.
- 18. Juni – Im DDR-Fernsehen ist die erste Folge der Unterhaltungsreihe Außenseiter-Spitzenreiter zu sehen.
- 9. August – Die ARD strahlt die Reportage Zwischen Peking und Shanghai von Gerd Ruge aus, den ersten von einem ARD-Team in der VR China gedrehte Film.
- 27. August – In der Interviewfilmreihe Personenbeschreibung von Georg Stefan Troller strahlt das ZDF unter dem Titel Robert Crumb - Comics und Katerideen ein Porträt des US-amerikanischen Cartoonisten Robert Crumb aus. Der Film, der auch Ralph Bakshis Film Fritz the Cat beleuchtet, stellt die künstlerischen Arbeiten Robert Crumbs erstmals einem breiteren deutschsprachigen Publikum vor.
- 3. September – In der ARD ist der erste von vier Teilen der Kinderbuchverfilmung Robbi, Tobbi und das Fliewatüüt zu sehen. Es handelt sich um die erste deutsche Fernsehproduktion, die direkt auf MAZ produziert wird.
- 11. September – Auf BBC One ist die erste Folge der Quizshow Mastermind zu sehen.
- 14. September – Die CBS strahlt die erste Folge der in der Zeit der Depression der 1930er Jahre angesiedelten Familienserie Die Waltons aus.
- 1. Oktober – Start der CBC-Serie Strandpiraten.
- 14. Oktober – US-Premiere der Fernsehserie Kung Fu mit David Carradine in der Hauptrolle. In den Mittelpunkt eines klassischen Westernsettings wird zum ersten Mal mit einem Shaolinmönch eine für dieses Genre völlig untypische Figur gestellt. Die Serie läuft äußerst erfolgreich in drei Staffeln und löst einen anhaltenden Kampfsportboom im Westen aus.
- 3. November – Die US-Zeichentrickserie Superkater hat Premiere in der ARD.
- 8. November – Die US-amerikanische Fernsehkette HBO (Home Box Office) wird gegründet.
- 9. November – Mit dem Start des Satelliten Anik können erstmals auch die Territorien in Kanadas äußersten Norden (North West und Nunavut) mit Fernsehprogrammen versorgt werden.
- 13. Dezember – Die ARD strahlt die erste Folge der von Radio Bremen produzierten Reihe Musikladen aus.
- 31. Dezember – France 3 nimmt seinen Betrieb auf.

## Geboren
- 13. Januar – Nicole Eggert, US-amerikanische Schauspielerin (Baywatch) wird in Glendale, Kalifornien geboren.
- 3. April – Jennie Garth, US-amerikanische Schauspielerin (Beverly Hills, 90210) wird in Urbana, Illinois geboren.
- 7. Juni – Karl Urban, neuseeländischer Schauspieler (Herr-der-Ringe-Trilogie) wurde zunächst durch Seifenopern wie Shortland Street bekannt.

## Gestorben
- 24. April – Rudolf Sang, deutscher Schauspieler, Regisseur und Theaterintendant stirbt 72-jährig in Wilhelmshaven.
- 13. Mai – Dan Blocker, US-amerikanischer Schauspieler stirbt 43-jährig in Los Angeles. Blocker wurde vor allem in der Rolle des Hoss Cartwright in der Westernserie Bonanza bekannt.
- 20. Dezember – Günter Eich, deutscher Hörspielautor stirbt 65-jährig in Salzburg.